# Guaro
Guaro is een dorp in de gelijknamige gemeente Guaro. Het dorp ligt in de Spaanse provincie Málaga in de zuidelijke regio Andalusië. De gemeente heeft een oppervlakte van 22 km². In 2007 telde de gemeente Guaro 2273 inwoners.

## Geschiedenis

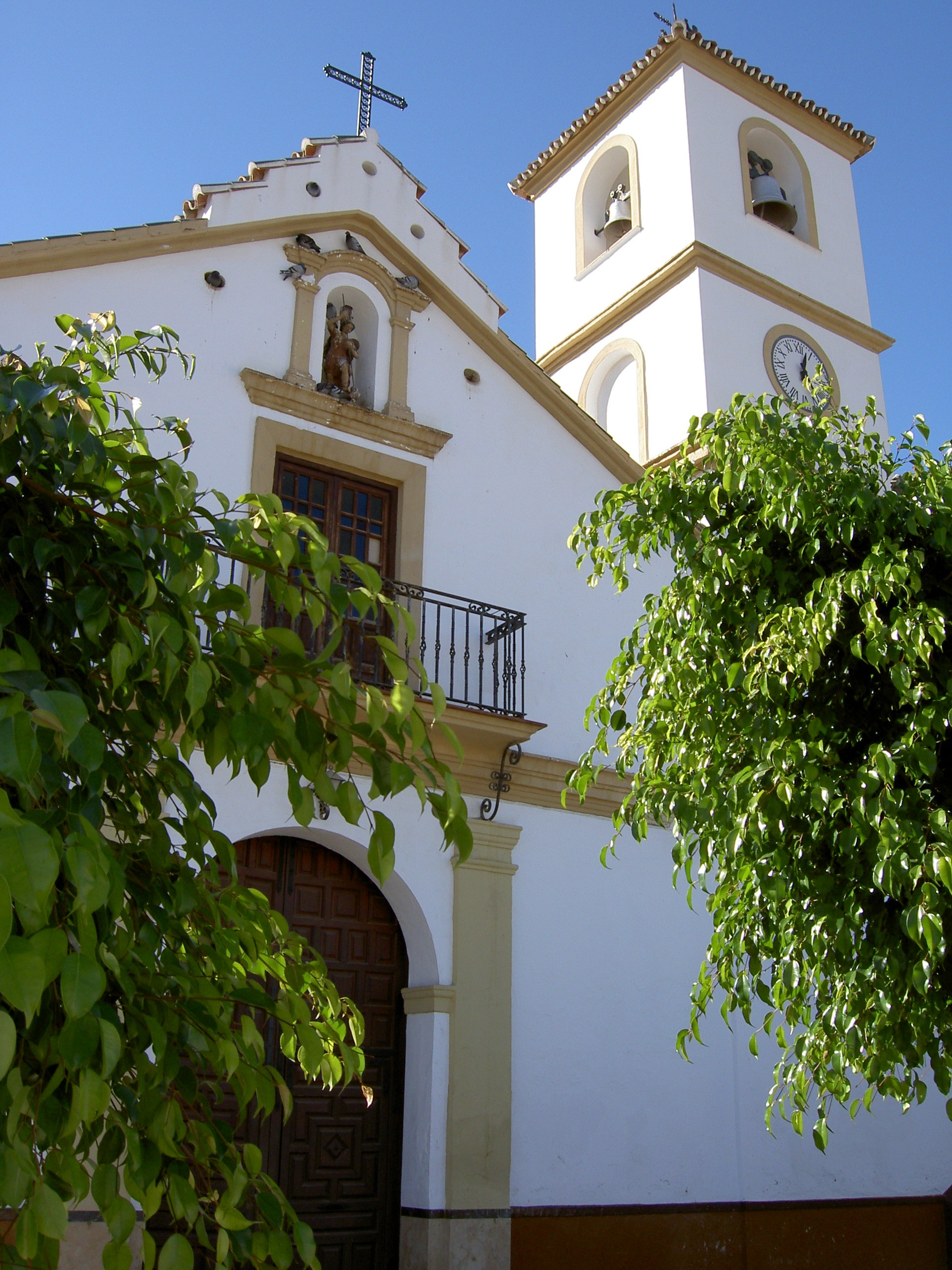
Iglesia de San Miguel

In de buurt van Guaro bevinden zich nabij Cerro del Polvillar resten uit de Romeinse tijd. Oorspronkelijk lag het dorp iets verderop, waar nu Guaro el Viejo ligt, vlak bij de weg naar Ronda (A366). Guaro el Viejo lag aan de voet van een toren, die onderdeel was van een heel netwerk van torens uit de moorse tijd.
Guaro werd pas in 1485 door de Christenen veroverd, zeven jaar voor de val van het laatste moorse bolwerk Granada. In 1614 werd Guaro door koning Filips IV zelfs uitgeroepen tot provincie, als beloning voor de diensten van Don Juan de Sotomayor Carilla de la Vega. Het maakt nu deel uit van de provincie Málaga.

## Ligging
Guaro ligt in het dal van de rivier de Guadalhorce, in een heuvelachtig landschap met vooral amandel- en olijfbomen. Het dorp ligt tegen een heuvel. Bovenin bevindt zich de 16e-eeuwse kerk van San Miguel. Deze kerk werd in 1505 gebouwd en in 1605 aanzienlijk uitgebreid. Zoals veel kerken in de regio werd ook deze kerk in de Burgeroorlog (1936-39) vernield en moest daarna worden hersteld. De dichtstbijzijnde grote stad is Coín. De bekende badplaats Marbella ligt op 25 kilometer.

## Dorpsleven
Naast de gebruikelijke jaarlijkse feesten, vindt in september in Guaro sinds enkele jaren het  Festival de la Luna Mora plaats. Dit festival in Guaro is beroemd in de hele streek. Het festival biedt diverse culturele activiteiten met als thema de Christelijke, Moorse en Joodse tradities die samen Andalusië hebben gevormd. Luna Mora trekt zoveel bezoekers, dat hiervoor in Guaro een van de grootste openluchttheaters van de provincie Málaga is gebouwd. Het theater met 1800 zitplaatsen werd in 2010 geopend met concerten van o.a. de legendarische flamencogitarist Paco de Lucía.